# 1931 în televiziune
1931 în televiziune a implicat o serie de evenimente notabile.
- 1 mai - prima nuntă este difuzată la televizor, la W2XCR din New York.